# Bystrzyk trójpręgi
Bystrzyk trójpręgi (Hyphessobrycon heterorhabdus) – gatunek słodkowodnej ryby z rodziny kąsaczowatych (Characidae). Hodowany w akwariach.

## Występowanie
Ameryka Południowa: dorzecze dolnego biegu Amazonki oraz rzeka Tocantins.

## Opis
Osiągają długość około 4,5 cm. Samice mają zagięty pęcherz pławny, brzuch zaokrąglony. Samce z reguły mniejsze, przeźroczyste z widocznymi narządami wewnętrznymi, brzuch zaostrzony z tyłu. 
Boki żółtawe, grzbiet brunatny. Cechą charakterystyczną bystrzyków trójpręgich są trzy paski ciągnące się wzdłuż ciała, górny w kolorze czerwonym, środkowy żółtawy oraz dolny (zazwyczaj o wiele szerszy od pozostałych) czarny. Górna część oka zabarwiona na czerwono. Płetwy bezbarwne lub lekkozłociste. 

## Hodowla
| Zalecane warunki w akwarium | Zalecane warunki w akwarium       |
| --------------------------- | --------------------------------- |
| Zbiornik                    | minimum 40 l, o ciemnym podłożu   |
| Temperatura wody            | 22–28 °C                          |
| Twardość wody               | miękka do średnio twardej, 2–12°n |
| Skala pH                    | lekko kwaśna, 5,8–7,2             |
| Pokarm                      | żywy, suchy                       |